# Porogadus melanocephalus
Porogadus melanocephalus är en fiskart som först beskrevs av Alcock, 1891.  Porogadus melanocephalus ingår i släktet Porogadus och familjen Ophidiidae. Inga underarter finns listade i Catalogue of Life.